# Dušanovac (gmina Negotin)
Dušanovac (cyr. Душановац) – wieś w Serbii, w okręgu borskim, w gminie Negotin. W 2011 roku liczyła 782 mieszkańców.